# Roche Ronde
Roche Ronde – szczyt w prowincji Alberta, w Kanadzie, w paśmie Bosche Range, na terenie Parku Narodowego Jasper, niedaleko rzeki Athabaska. Jego wysokość wynosi 2138 m n.p.m. Nazwa wzięła się od kształtu szczytu (ronde po francusku znaczy okrągły).